# Hermann Czecz-Lindenwald
Hermann Czecz-Lindenwald, též Herman Czecz (7. července 1854 Biała – 18. listopadu 1904 Kozy), byl rakouský šlechtic a politik polské národnosti z Haliče, koncem 19. století poslanec Říšské rady.

## Biografie
Byl šlechtického původu (plným jménem Herman Artur Jan Baron Czecz de Lindenwald). Byl statkářem a měl titul doktora filozofie. V roce 1880 se oženil se svou sestřenicí Wilhelminou Klucki, jejíž rodiče (jejím otcem byl politik Stanisław Klucki) vlastnili statek v Kozech. Na zdejším zámku se pak Hermann často střetával v předními haličskými politiky a učinil z něj centrum politického života v regionu. Spolu s tchánem Stanisławem Kluckým se podíleli na ekonomickém rozvoji kraje. Hermann jako první zavedl chov červeného skotu na statku v Kobiernicích, po sňatku pak chov přesunul do Kozů.
Působil jako poslanec Říšské rady (celostátního parlamentu Předlitavska), kam usedl v doplňovacích volbách roku 1889 za kurii venkovských obcí v Haliči, obvod Biała, Żywiec atd. Nastoupil 30. ledna 1889 místo Floriana Ziemiałkowského. Mandát zde obhájil i v řádných volbách roku 1891. Ve volbách roku 1897 uspěl za kurii velkostatkářskou, stejně jako ve volbách roku 1901. Rezignace byla oznámena na schůzi 23. září 1903. Do parlamentu pak místo něj nastoupil Michał Bobrzyński. Ve volebním období 1885–1891 se uvádí jako rytíř Hermann von Czecz-Lindenwald, statkář, bytem Kozy.
Na Říšské radě se v roce 1889 uvádí coby člen Polského klubu. Rovněž po volbách roku 1891 se uvádí jako člen Polského klubu. I ve volbách roku 1897 byl oficiálním kandidátem polského volebního výboru. Za Polský klub kandidoval rovněž ve volbách roku 1901.
Zemřel náhle v listopadu 1904.